# Sauzas
Los sauzas o sanzas fueron un pueblo precolombino de México, ahora extinto, pero que en su tiempo fue una influencia importante sobre la cultura guamare. De procedencia guachichil, los sauzas eran miembros de la confederación guamare.

## Cultura
La cultura sauza era parecida a la de los pueblos guachichiles, eran célebres guerreros y cazadores. Confederados con los guaxabanes, formaban un grupo semihomogéneo.

## Extensión Territorial
Los sauzas rondaban hacia el norte del actual estado mexicano de Guanajuato y sur del de San Luis Potosí.

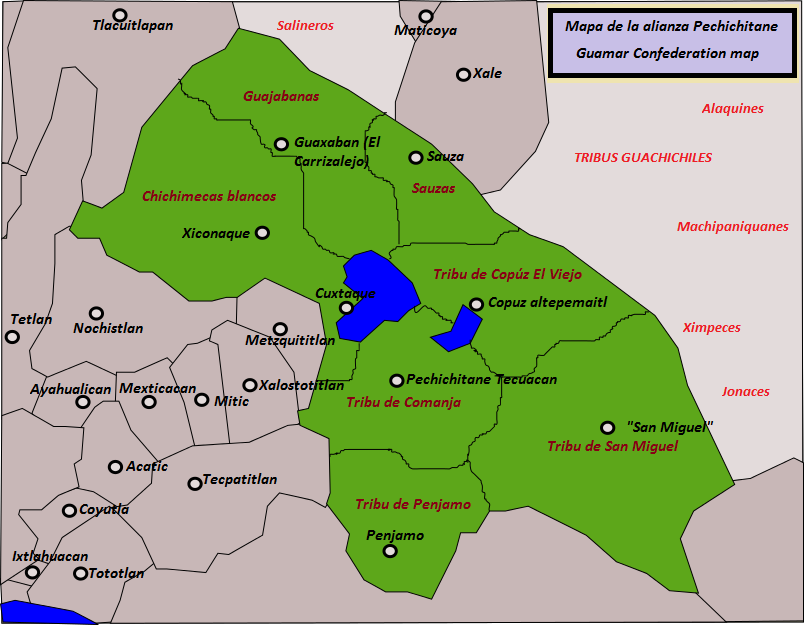
Mapa de la confederación guamare incluyendo a los Sauzas.